# Њутон (Канзас)
Њутон (енгл. Newton) град је у америчкој савезној држави Канзас.

## Демографија
По попису из 2010. године број становника је 19.132, што је 1.942 (11,3%) становника више него 2000. године.
| Група             | 2000.          | 2010.          |
| Белци             | 14.145 (82,3%) | 14.938 (78,1%) |
| Афроамериканци    | 395 (2,3%)     | 427 (2,2%)     |
| Азијати           | 113 (0,7%)     | 146 (0,8%)     |
| Хиспаноамериканци | 2.189 (12,7%)  | 3.116 (16,3%)  |
| Укупно            | 17.190         | 19.132         |